# КИМ-10-52
КИМ−10−52 — экспериментальная модификация КИМ−10−50 с четырёхдверным кузовом типа «седан». Предполагалось начать производство автомобиля в 4-м квартале 1940 года. Изначально был изготовлен деревянный макет в натуральную величину, затем — ходовой образец, который в январе 1941 года прошёл дорожные испытания. В отличие от КИМ−10−50, за основу четырёхдверного варианта был взят Opel Olympia B.
Серийному выпуску помешала война, а после войны на заводе начато производство Opel Kadett под маркой «Москвич». Единственный ходовой образец КИМ−10−52 сохранился до наших дней и находится в Политехническом Музее.